# Elias Thys
Elias Thys (Gijón (Spanje), 20 oktober 1998) is een Belgisch volleyballer.

## Levensloop
Thys groeide op in Luik en was actief bij VBC Waremme. In 2018 maakte hij de overstap naar VC Maaseik. Met deze club werd hij in 2018-'19 landskampioen en werd hij in 2020-'21 derde in de CEV Cup.
Daarnaast is hij actief bij het Belgisch volleybalteam. Met de Red Dragons nam hij onder meer deel aan de Europese kampioenschappen van 2021 en 2023.